# پرینستون (آرکانزاس)
پرینستون (به انگلیسی: Princeton) یک منطقهٔ مسکونی در ایالات متحده آمریکا است که در شهرستان دالاس، آرکانزاس واقع شده‌است. پرینستون ۸۴٫۱۳ متر بالاتر از سطح دریا واقع شده‌است.